# Cheri Bustos
Cheryl Callahan-Bustos dite Cheri Bustos est une femme politique américaine, née le 17 octobre 1961 à Springfield (Illinois). Membre du Parti démocrate, elle est élue du dix-septième district de l'Illinois à la Chambre des représentants des États-Unis de 2013 à 2023.

## Biographie

### Origine et famille
Son père, Gene Callahan, était journaliste avant d'être le conseiller des démocrates Alan Dixon et Paul Simon. Il est également proche de Dick Durbin,. Son mari, Gerry Bustos, est shérif du comté de Rock Island. Ils ont ensemble trois fils.

### Études et carrière professionnelle
Cheri Bustos fréquente d'abord l'Illinois College (en), où elle joue au volleyball et au basketball. Elle étudie la science politique à l'université du Maryland, d'où elle sort diplômé en 1983, puis obtient un master en journalisme à l'université de l'Illinois à Springfield en 1985.
Cette année-là, elle devient journaliste au Quad-City Times, où elle reste 17 ans. Elle se reconvertit dans les relations publiques et travaille dans le domaine de la santé.

### Carrière politique
De 2007 à 2011, elle est élue conseillère municipale pour le 4e ward d'East Moline.
En 2012, elle se présente à la Chambre des représentants des États-Unis dans le 17e district de l'Illinois, dans le nord-ouest de l'État. La circonscription, historiquement démocrate et ouvrière, avait basculé lors de la vague républicaine de 2010. Cependant, les villes démocrates de Rockford et Peoria sont incorporées au district lors du redécoupage des circonscriptions. Cheri Bustos remporte la primaire démocrate avec 58 % des suffrages, devant le maire de Freeport George Gaulrapp et un administrateur de l'Augustana College (en) Greg Aguilar, tous les deux à 21 %. Elle affronte le républicain sortant Bobby Schilling. Dans ce district où Barack Obama est favori, les deux candidats font campagne en tant que modérés et se posent en défenseur du Medicare. Ils sont donnés au coude à coude dans les sondages,. Profitant notamment de la participation liée à l'élection présidentielle, Cheri Bustos est élue avec 53,3 % des voix. Elle est réélue en 2014 face à Schilling, améliorant son score (à 55,5 %) malgré une nouvelle poussée des républicains au niveau national.
Lors des élections de 2016, Bustos est réélue avec 21 points d'avance sur son rival républicain Patrick Harlan, dans une circonscription qui vote pourtant en faveur de Donald Trump (de justesse),. En février 2017, elle écarte une candidature au poste de gouverneur de l'Illinois après avoir rejoint la direction du groupe démocrate à la Chambre, en tant que vice-présidente du Democratic Policy and Communications Committee. Durant l'été 2017, elle prend la tête du Heartland Engagement dont le but est d'aider les candidats démocrates dans les zones rurales, en vue des élections de 2018. Elle remporte elle-même un nouveau mandat lors de ces élections, en battant Bill Fawell, un candidat républicain qui attire l'attention pour son soutien à certaines théories du complot, notamment relatives aux attentats du 11 septembre 2001,.
Après les élections de 2018, elle est élue par ses collègues démocrate à la tête du Democratic Congressional Campaign Committee (en) (DCCC). Elle remporte un cinquième mandat lors des élections de 2020. Toutefois, après que les démocrates aient perdu plusieurs sièges lors du scrutin à l'échelle nationale, elle ne se représente pas à la tête du DCCC.
En avril 2021, elle annonce qu'elle ne sera pas candidate à sa réélection en 2022.

## Positions politiques
Le magazine Politico la situe au centre-gauche de l'échiquier politique américain. Elle est favorable au droit à l'avortement et à un certain contrôle des armes à feu. Elle se montre toutefois en faveur de l'oléoduc Keystone et d'une réforme de l'Obamacare.